# Majdanska planina
Majdanska planina je rudonosna planina u Bosni i Hercegovini .
Nalazi se jugozapadno od Prijedora u sjeverozapadnoj Bosni. Najviši vrh planine je Glavica koji se nalazi na 650 metara nadmorske visine. Ime je dobila po ljubijskim majdanima rudnika željeza. Željezna ruda na prostoru Majdanske planine vadi se još od vremena Rimljana.
Brdo Javorik je dio Majdanske planine.